# جف ویور (بازیکن بیسبال)
جف ویور (انگلیسی: Jeff Weaver؛ زادهٔ ۲۲ اوت ۱۹۷۶) بازیکن بیس‌بال اهل ایالات متحده آمریکا است.
از باشگاه‌هایی که در آن بازی کرده‌است می‌توان به نیویورک یانکیز و سنت لوئیس کاردینالز اشاره کرد.
وی در مسابقات کشوری و بین‌المللی در مجموع برندهٔ ۱ مدال برنز شده‌است.